# Rô (chất)

Lá 9 rô

Rô (tiếng Anh: diamonds)  là một trong bốn chất của bộ bài Tây chơi kiểu Pháp. Ký hiệu chất rô là một hình thoi màu đỏ.
Danh từ rô là phiên âm chữa carreau của tiếng Pháp, vốn là tên gọi chất này.

## Trong bộ bài

Át rô
2 rô
3 rô
4 rô
5 rô
6 rô
7 rô
8 rô
9 rô
10 rô
J rô
Q rô
K rô